# Hollywood Vampyr
Hollywood Vampyr es una película de suspenso del año 2002, dirigida por Steve Akahoshi y protagonizada por Trevor Goddard, Nora Zimmett y Jeff Marchelletta en los papeles principales. Muestra la subcultura gótica de Los Ángeles vista a través de los ojos de una joven mujer vampiro.

## Sinopsis
La película se centra en Fatal (Nora Zimmett), una ex adicta a la heroína que había adoptado este estilo de vida oscura, decidiendo abandonar a su familia y romper con el mundo gótico, con la ayuda de su tutor universitario Tom (Jeff Marchelletta). Tom es amigo de los godos y Fatal una estudiante de arte que acaba de descubrir que está embarazada con el bebé de Anubus (Mark Irvingsen), un propietario de un aquelarre de vampiros. Fatal y Blood (Trevor Goddard) el vampiro que dirige niños de la noche, y Anubus a sí mismo amante de Fatal, un estudiante de administración de empresas que abrió un aquelarre de vampiros (The Black Rose) para sacar provecho de la vida y los beneficios de detener a su padre Blood. Su objetivo es convertirse en el rey de los vampiros y comenzar una nueva religión basada en la idea de que las mujeres vampiros, cuando ya no son útiles para el aquelarre, él debe estar dispuesto a quitarles la vida con el fin de fertilizar la Tierra con sus semillas y generar un orden dominante de los vampiros masculinos con Blood como su santo padre. Su recompensa es que se conceda su inmortalidad.

## Reparto
- Trevor Goddard (Blood)
- Nora Zimmett (Fatal)
- Jeff Marchelletta (Tom Weidder)
- Mark Irvingsen (Anubus)
- Muse Watson (Profesor Fulton)
- Joe Toppe (Teniente Michaels)
- Jacqueline Donelli (Dra. Francine Rawlings)
- Liz Bell (Cerberus)
- Felton Perry (Profesor Chiles)
- Nikki Burroughs (Sandy)